# محمدآباد (کویرات)
محمدآباد روستایی در دهستان کویرات بخش کویرات شهرستان آران و بیدگل استان اصفهان ایران است.

## جمعیت
بر پایه سرشماری عمومی نفوس و مسکن در سال ۱۳۹۵ جمعیت این روستا ۲٬۱۰۴ نفر (۶۶۵خانوار) بوده‌است.